# 埃爾克鎮區 (內布拉斯加州桑德斯縣)
埃爾克鎮區（英語：Elk Township）是位於美國內布拉斯加州桑德斯縣的一個行政鎮區。

## 地方資料
埃爾克鎮區的面積為92.84平方千米，當中陸地面積為92.63平方千米，而水域面積為0.21平方千米。根據2020年美國人口普查的數據，當地共有人口286人，而人口密度為每平方千米3.08人。